# 伊莎贝拉·埃斯特肖像 (提香)
《伊莎贝拉·埃斯特肖像》是提香的一幅年轻女子肖像，绘制于 1530 年代，现藏于维也纳艺术史博物馆。
画中描绘的是一位年轻女子半身像。其身份尚不确定。
1536年，伊莎贝拉·埃斯特 年已62岁，提香根据一幅她1511年的肖像画进行创作。伊莎贝拉评论说：“提香绘制的肖像真是令人赏心悦目，甚至怀疑，我们在那个年纪，是否曾经拥有过这样的美丽。”。伊莎贝拉·埃斯特以“世界第一夫人”和时尚偶像而闻名，贵族们爭相模仿她的着装。 年迈的伊莎贝拉仍希望保持年轻和美丽，请提香为她 绘制理想化的肖像。